# Chromatomyia senecionella
Chromatomyia senecionella este o specie de muște din genul Chromatomyia, familia Agromyzidae. A fost descrisă pentru prima dată de Sehgal în anul 1971. Conform Catalogue of Life specia Chromatomyia senecionella nu are subspecii cunoscute.